# Leptotarsus (Longurio) nahuelbutae
Leptotarsus (Longurio) nahuelbutae is een tweevleugelige uit de familie langpootmuggen (Tipulidae). De soort komt voor in het Neotropisch gebied.